# Томас и другари: Херој на синама
Томас и другари: Херој на синама (енгл. Thomas & Friends: Hero of the Rails) британско је рачунарски-анимирана авантуристички филм из 2009. у продукцији Nitrogen Studios и дистрибуцији HIT Entertainment. То је филм Томас и другари у франшизи. У филму глуме Мајкл Анђелис и Мајкл Брендон.